# Загрос
Загрос (перс. رشته كوههاى زاگرس; акад. ܛܘܪ ܙܪܓܣ; курд. زنجیرهچیاکانی زاگرۆس; лур. کو یه لی زاگروس; арап. زاجروس الجبال) је планински масив који се протеже западним Ираном, североистоком Ирака и југоистоком Турске. Протеже се 1600 km од северозападног Ирана дуж његове западне границе све до теснаца Ормуз. У геолошком смислу, Загрос чини западну и југозападну границу Иранске висоравни. Највиши врхови Загроса су Зард-Кух (4548 m) и Дена (4359 m). Планински масиви Хазаран у Керманској покрајини и Џабал-Бариз у Систану сматрају се огранцима Загроса.

## Етимологија
Назив „Загрос“ потичеод иранског народа Загартијанаца (Сагартијанаца) који су насељавали планински масив од језера Ван до обала Макрана. Друго објашњење је да термин потиче од грчке речи „Загреус“ (Олујно) или авестанске ријечи „За-г'р'“ (Велика планина) сматра се погрешним. Пре описа старих Грка Загрос је називан „Планином са гвозденим врховима“ (перс. اوپاریگی سهنه).

## Геологија
Планински масив Загрос је орогенеза, ланчаних планина настала ендогеним процесима набора услед деловања евроазијске и арапске литосферне плоче. Недавна истраживања у помоћу ГПС-ау Ирану показала су да је судар две литосферне плоче и даље активан што доводи до деформације, посебно у планинама Загрос и Алборз. Релативно густа иранска ГПС мрежа у планинама Загроса показала је велике резултате деформације; око 10 mm годишње у југоисточном делу, и око 5 mm годишње у северозападном делу масива. Према наведеним истраживањима се може закључити да је судар плоча неравномеран, односно да постоје две различите зоне судара литосферних плоча чија граница се налази у близини града Казеруна. Притисци на земљину кору услијед судара плоча изазивају често преламање слојева седиментних стена. Накнадне ерозије су одстраниле мекше стене док су оставиле тврђе стене попут кречњака и доломита (стене сличне кречњаку која садржи калцијум и магнезијум). Ова различита ерозија створила је паралелне облике обронака Загроса. Околина и тектонска историја стена су биле погодне за прикупљање фосилних горива па подручје Загроса има важност за нафтну индустрију Персијског залива.

### Врста и старост стена
Планински масив Загрос подељен је на бројне планинске ланце који се пружају упоредо у размацима од 10 до 250 km, а настали су у исто доба као и Алпи у Европи. Главна налазишта нафте у Ирану налазе се по средини западног планинског ланца. На јужним деловима масива уз покрајину Фарс налазе се нешто нижи врхови који досежу надморску висину до 4000 m, а садрже кречњачке стене богате морским фосилима.
Масив Кухруд протеже се око 300 km на исток паралелно уз Загрос, а између два планинска ланца налази се густо насељено подручје релативно велике надморске висине где влада умерена клима. Реке се у том подручју уливају у слана језера, а долине кроз које протичу чине плодне пољопривредне површине. Слане куполе и слани ледењаци су чести у планинама Загрос. Слане куполе су важне за експлоатацију нафте, јер непробојна со често везује петролеј испод наслага стена.

## Клима
Ова планина садржи неколико екосистема. Међу њима су проминентне области шума и шумских степа са семиаридном климом. Према дефиницији Светске фондације за природу која се користи у њиховом претраживачу дивљине, специфични копнени екорегион средишње и високе планинске области су Загросне планинске шумске степе (PA0446). Годишње падавине су у опсегу од 400—800 mm (16—31 in) и падају углавном током зиме и пролећа. Зиме су оштре, са ниским температурама, које су често испод −25 °C (−13 °F). Овај регион испољава континенталне варијације медитеранског климатског обрасца, са снежним зимама и благим, кишним пролећима, чему следе сува лета и пролећа.
| Клима округа Амадија, Ирак | Клима округа Амадија, Ирак | Клима округа Амадија, Ирак | Клима округа Амадија, Ирак | Клима округа Амадија, Ирак | Клима округа Амадија, Ирак | Клима округа Амадија, Ирак | Клима округа Амадија, Ирак | Клима округа Амадија, Ирак | Клима округа Амадија, Ирак | Клима округа Амадија, Ирак | Клима округа Амадија, Ирак | Клима округа Амадија, Ирак | Клима округа Амадија, Ирак |
| Показатељ \ Месец          | .Јан.                      | .Феб.                      | .Мар.                      | .Апр.                      | .Мај.                      | .Јун.                      | .Јул.                      | .Авг.                      | .Сеп.                      | .Окт.                      | .Нов.                      | .Дец.                      | .Год.                      |
| -------------------------- | -------------------------- | -------------------------- | -------------------------- | -------------------------- | -------------------------- | -------------------------- | -------------------------- | -------------------------- | -------------------------- | -------------------------- | -------------------------- | -------------------------- | -------------------------- |
| Максимум, °C (°F)          | −0,2 (31,6)                | 1,4 (34,5)                 | 6,4 (43,5)                 | 12,2 (54)                  | 19,3 (66,7)                | 24,8 (76,6)                | 29,7 (85,5)                | 29,6 (85,3)                | 25,6 (78,1)                | 17,7 (63,9)                | 9,7 (49,5)                 | 2,7 (36,9)                 | 14,91 (58,84)              |
| Минимум, °C (°F)           | −8,0 (17,6)                | −6,8 (19,8)                | −2,0 (28,4)                | 3,5 (38,3)                 | 8,8 (47,8)                 | 13,0 (55,4)                | 17,3 (63,1)                | 16,9 (62,4)                | 13,0 (55,4)                | 7,2 (45)                   | 2,1 (35,8)                 | −4,3 (24,3)                | 5,06 (41,11)               |
| Извор:                     |                            |                            |                            |                            |                            |                            |                            |                            |                            |                            |                            |                            |                            |

## Историјски значај
Најстарији трагови пољопривреде који датирају из 9000. п. н. е. нађени су у нижим деловима Загроса око градова Сузе и Аншана. Под планинама Загроса постоје бројна археолошка налазишта; у пећини Шанидар пронађени су костури неандерталаца, док се неолитско насеље Јармо уз Јерихон и Чатал Хојук сматра једним од најстарих у историји.
Подно Загроса пронађене су и неки од најстаријих трагова производње. Примери су насеља Хаџи Фируз Тапе и Годин-Тапе у којем су пронађена најстарија складишта вина која датирају између 5400. и 3500. п. н. е.
У раном старом веку Загрос је био насељен Каситима, Гутима, Асирцима, Еламитима и Митанцима, који су повремено проваљивали у сумерске и акадске градове у Месопотамији. Планински венац ствара географску границу између месопотамијских равница у данашњем Ирак у и Иранске висоравни у Ирану.